# طوبال يوسف باشا
طوبال يوسف باشا ويعرف باسم (جوبان)، هو سياسي عثماني أصبح والياً على بغداد خلفاً للوالي دلتبان مصطفى باشا. وقد خلفه على حكم بغداد وللمرة الثانية الوزير علي باشا. وفترة حكمه من (1114 ه‍/1702 م) إلى سنة (1115 ه‍/1703 م).وجاء في تاريخ محاسن بغداد ان طوبال يوسف باشا المشهور بجوبان وليَّ بغداد سنة (1114 ه‍-1702م) وجاء بعده الوزير حسن باشا سنة (1116 ه‍- 1704م) ولم يتطرق لولاية الوزير علي باشا على بغداد والتي كانت فترة حكمه تأتي بعد حكومة طوبال يوسف باشا وقبل ولاية الوزير حسن باشا.

## 1114ه‍ -1702م
هذا الوزير علمته التجارب، فكان محنكاً في إدارته، عارفاً بالأحوال العامة، وتحلى باخلاق جميلة ولائق من كل وجه. ولما عاد من سد نهر ذياب (نهر الديوانية الحالي)،  كان في منصب ديار بكر وبقي في بغداد ينتظر جواب المحضر، ومن ثم عهد إليه بمنصب بغداد، فبذل جهود كبيرة في أدارتها.وفي 20 صفر 1114ه‍، حدث زلزال في بغداد وأعقبه ريح السموم. وفي 21 ربيع الآخر وردت الفرامين بلزوم تخفيف الرسوم، ورفع البدع المحدثة، وأن تُباع المقاطعات فتم ذلك وبوشر ببيع الأملاك.
ويوضح من هذا أن السلطان أمر باصلاح خزانة بغداد وأن تمضي على على نظام، وعين (محمد الدري) وهو من كُتَّاب الديوان (دفترياً) فقام بتنظيمها ورفع الرسوم المحدثة والبدع وجعل للجيش الأهلي لكل من صنف اليمين وصنف اليسار أربعمائة نفر وجعل عليهم رئيس حجاب، وقرر لكل صنف مائة أقجة أرزاقاً ونصب (آغا) لكل منهما ورتب لآغواتهم أربعة آلاف قرش مصاريف سفرية. وفي عهده كاد ان يحارب سلمان بن عباس شيخ عشيرة الخزاعل، ولكن هذا الشيخ عمل حيلة حييث. انه أرسل ابنه رهناً، وارسل والده واخبرهم انه يؤدي الضرائب لناحية حسكة (الديوانية) كل سنة، وطلب الأمان وبتوسط مئلا بغداد (القاضي) فترك أمر حربه.

## 1115ه‍ -1703م
وفي 5 ربيع الأول سنة 1115 ه‍، ورد دفتري جديد عمل ميزانية الخزانة في الوارد والمصروف وتعَيَّنت قلمية الوالي.أتى بالدفاتر من جانب الدولة ولما لم تساعد المالية حرر له خمسمائة جندي لكل من متطوعي اليمين واليسار مجدداً فبلغوا ألف نسمة وسرَّح ما زاد. وفي 25 شهر ربيع الآخر 1115 ه‍، ورد الفرمان بمنصب البصرة إلى محمد باشا القبطان وبمنصب بغداد إلى الوزير علي باشا والي البصرة. ثم أحدثت في الدولة بعض تبدلات، فأعيد والي بغداد الوزير يوسف باشا إلى وزارته وأقر كل في محله.
ولما علم يوسف باشا ان المتسلم من جانب الوزير علي باشا وصل (بندنيجين) (مندلي حالياً) كتب اليه كتاباً بلزوم عودته فعاد لكن الوزير علي باشا لم يصغ إلى هذا القول وإنما أعاده إلى بغداد وسار علي باشا من البصرة متوجهاً إلى بغداد. والملحوظ ان محمد باشا صدر الفرمان بولايته البصرة ويسمى آشجي محمد باشا ونبه بلزوم أخذ الإسطول، لتأمين الحالة في مسقط من البرتغال في حرب السواحل العربية. وجاء ذكر للفرقته وعددها والقليونات التي يجب ان يتخذها إلا اننا لم نر نتيجة، ولم يظهر أثر.

## عزل الوالي
كان الوزير يوسف باشا عزل ثم ورد الوالي الجديد الوزير علي باشا ونزل بالقرب من الأعظمية، جاء المتسلم الجديد في 21 جمادي الثانية سنة 1115ه‍، ثم ورد علي باشا بنفسه بعد أربعة أيام أو خمسة ونزل دار الحكومة وان الوالي السابق يوسف باشا ذهب إلى إسطنبول. وفي هذا ما فيه من إضطراب في أصل الدولة.